# DARCROWS
『DARCROWS』（ダークロウズ）は、1999年11月18日（廉価版は2003年10月24日）にアリスソフトより発売されたアダルトゲーム。2003年から2004年にblue eyesからOVAが発売された。
本作はヒロインに売春をさせて金を稼ぐ内容のゲームである。

## あらすじ
共通
コルデージュ平原にある二つの大国レーベンとカルネアは、永きにわたり平和な時期が続いていたが、レーベンが突如カルネアに侵略してきた。カルネアの孤独な戦いが続く中、カルネアのドトール王が病に倒れた。
途方に暮れる王妃エレーヌと姫たちのもとへ、八年前に姿を消したクロード・イエィツが戻ってきた。彼は他国から傭兵団を雇い入れることを提案し、そのための資金の獲得方法として彼女たちの身体を情婦として利用することを提示する。国のためを思いその提案を飲んだ王妃たちに対し、クロードは調教をしていく。
戦争を指揮する過程で、クロードは宰相グレッグが侍女のリゼルを利用して国王を毒殺しようとしているのではないかと猜疑の念を抱く。クロードはリゼルを説得して薬を手に入れようとするが、宰相に嵌められ今度は投獄される。リゼルを利用して国王に毒を盛ったこと、及び口封じとしてリゼルを殺害したという名目で、クロードは処刑を待つ身となる。
投獄された後はヒロインによってエンディングが異なる。
ティアリスエンド
リゼルが落命する寸前に、カルネア第1王女・ティアリスが「クロードを信じてあげてほしい。」と全ての事情を伝えていたことで、事態がクロードにとって有利に働く。処刑前日、クロードは、ティアリスとクロードを慕う若き青年士官の協力で城からの脱出を果たす。「クロードが失った全てを償う機会を必ず作るから、いつか必ずこの国に帰ってきてほしい」とティアリスの言葉を受け、クロードは数年後に王妃となった彼女によって宰相に起用された。そして、ティアリスは45年後に亡くなるまで国を繁栄させた。
ユリーシャエンド
クロードの処刑前夜、カルネア第2王女のユリーシャは牢にこっそり忍び込み、クロードの身体から決して離れず狂態を周囲に見せつける。数年後、ユリーシャは色狂いになったとみなされ、クロードともに幽閉されていた。
その際、クロードはユリーシャが本当に色狂いなのかを尋ね、ユリーシャは答えを返す。
エレーヌエンド
エレーヌは調教によってクロードの虜となり、夫・ドトールを手に掛けたうえで、クロードの脱獄に協力する。数ヶ月後、国境の警戒が薄まった晩秋のおりに、クロードは彼女の母国オロシャへ亡命する。この際、エレーヌがクロードの子供を妊娠していたことが明らかとなる。十数年後、王妃となったティアリスがオロシャを訪問した際にクロードとエレーヌが処刑される。クロードとエレーヌとの間にできた子供は、両親の死の原因になった者たちへの復讐に人生を捧げることとなる。
レヴァリィエンド
レーベンの女将軍・レヴァリィはクロードによって捕虜にされるが、娼婦として扱われることはなかった。処刑前夜、彼女の協力で城から脱出を果たしたクロードはレーベンに鞍替えし、レーベンの国王の配下としてカルネアを攻め落とすことに成功する。

## 登場人物
クロード・イエィツ
主人公。かつては平民出身の青年であり、少年の頃から戦場に立ち幾度となく蛮族の侵攻を退けてきた。騎士であった頃は心からカルネア国王ドトールを尊敬し慕っていた。
八年前、彼に王女が思いを寄せていることを知ったドトールにより、偽情報を伝えられてしまう。（敵兵は事前に教えられた情報の10倍という大軍であった。）王の罠に気付かず討伐に赴いた結果、蛮族の討伐に失敗し部下と親友は戦死、己の命で責任を取るべく報告に来たクロードに対して、ドトールは全ての責を押しつけたため部隊壊滅の責として国外追放となる。
追放後、隻眼と不自由になった足で生活する中、ドトールの陰謀を知り復讐の念にかられて諸国を放浪する。祖国の危機にこれ幸いと駆けつけ、王妃と王女二人を好き放題にする。

ティアリス
カルネア第1王女。幼少期からクロードに恋心を抱いていた。美貌の持ち主で巨乳でもあるが、大人の色気を持ち、自分以上の巨乳であるエレーヌを僻んでいる。

ユリーシャ
カルネア第2王女。エレーヌの実の娘でティアリスの異母妹。

エレーヌ
貴族出身の女性。ティアリスの義母でユリーシャの実母。現カルネア国王妃で、王の後妻にあたる。美貌もさることながら、豊満な胸を持っており、同じく美貌と巨乳の持ち主であるティアリスから僻まれている。

リゼル
クロードの身の回りの世話をする侍女。異国の出身であり、カルネアでは珍しい褐色の肌に黒い髪を持つ。

レヴァリィ
レーベンの女性将軍。

ドトール王
カルネアの国王。八年前、クロードに全ての敗戦責任を押し付けて追放した。
実際は愚かな王らしくグレッグの傀儡状態になっていた。エンディングによってはクロードに全てを奪われたと知ったことで狂気に陥りクロードが関わったもの全てを滅ぼそうとする狂王として君臨する。

グレッグ
カルネアの宰相。実は王の病の原因であり、リゼルに命令して薬物を王に摂取させていた張本人。
八年前、当時のライバルと見なしていたクロードを陥れるため、国王をそそのかしてクロードを失脚させた黒幕でもある。エンディング次第ではクロードを処刑、もしくはクロードに逃亡されたりと様々な結果を迎える。

## スタッフ
- シナリオ：HIRO
- 原画：おにぎりくん
- 音楽：DRAGON ATTACK

### OVA版スタッフ
- 原作：アリスソフト
- 脚本：村松二郎
- 監督：福田潤
- 絵コンテ：福田潤
- 製作：豪冠太郎
- プロデューサー：才野美貴、小石川由宇
- 演出：不知火快
- キャラデザイン：荒木英樹
- 音響監督：榎本崇宏
- アニメーション制作：修羅
- 企画・製作：「ダークロウズ」製作委員会